# Aleksander Latalski
Aleksander Latalski (ur. 30 stycznia 1908 w Bliżynie, zm. 4 grudnia 1991 w Ostrowcu Świętokrzyskim) – polski leśniczy lasów prywatnych oraz Lasów Państwowych, aktywny realizator oporu przeciw władzom okupacyjnym oraz organizator pełnoskalowej placówki konspiracyjnej Armii Krajowej znajdującej się w leśniczówce Jeziórko obok Ostrowca Świętokrzyskiego w latach 1943–1945.)

## Życiorys
W 1931 roku ukończył Wydział Leśny w Państwowej Średniej Szkole Rolniczo-Leśnej w Żyrowicach, uzyskując wykształcenie leśne. W kwietniu 1933 roku podjął obowiązki Kierownika Zarządu Lasów Prywatnych Majątków Jeziórko, Krzemionki i Lipniki w powiecie opatowskim z siedzibą w osadzie leśnej Jeziórko. Zarządzał leśną częścią majątku ziemskiego Augusta Łempickiego herbu Junosza - lokalnego ziemianina z Gierczyc. W ramach mobilizacji powszechnej związanej z wybuchem II Wojny Światowej przydzielony został do 39 Pułku Piechoty Strzelców Lwowskich, w ramach macierzystej 24 DP Wojska Polskiego. W szeregach swojej jednostki wziął udział w jej szlaku marszowym i bojowym. Po klęsce wojsk polskich i rezygnacji Latalskiego z prób przedostania się na Węgry, dostał się do niewoli sowieckiej, z której szczęśliwie zbiegł wyskakując z transportu kolejowego na Wschód. Do domu w leśniczówce Jeziórko powrócił pieszo w październiku 1939 roku. Niemal od razu po tym wydarzeniu podjął indywidualną aktywność niepodległościową. Do przejawów cichej konspiracji w poczynaniach Latalskiego należało m.in. nieudostępnianie władzom niemieckim dokumentów leśnych, kolportaż prasy podziemnej, czy wydawanie okolicznym mieszkańcom ratujących ich życie zaświadczeń o fikcyjnym zatrudnieniu w podległym sobie kompleksie leśnym. 

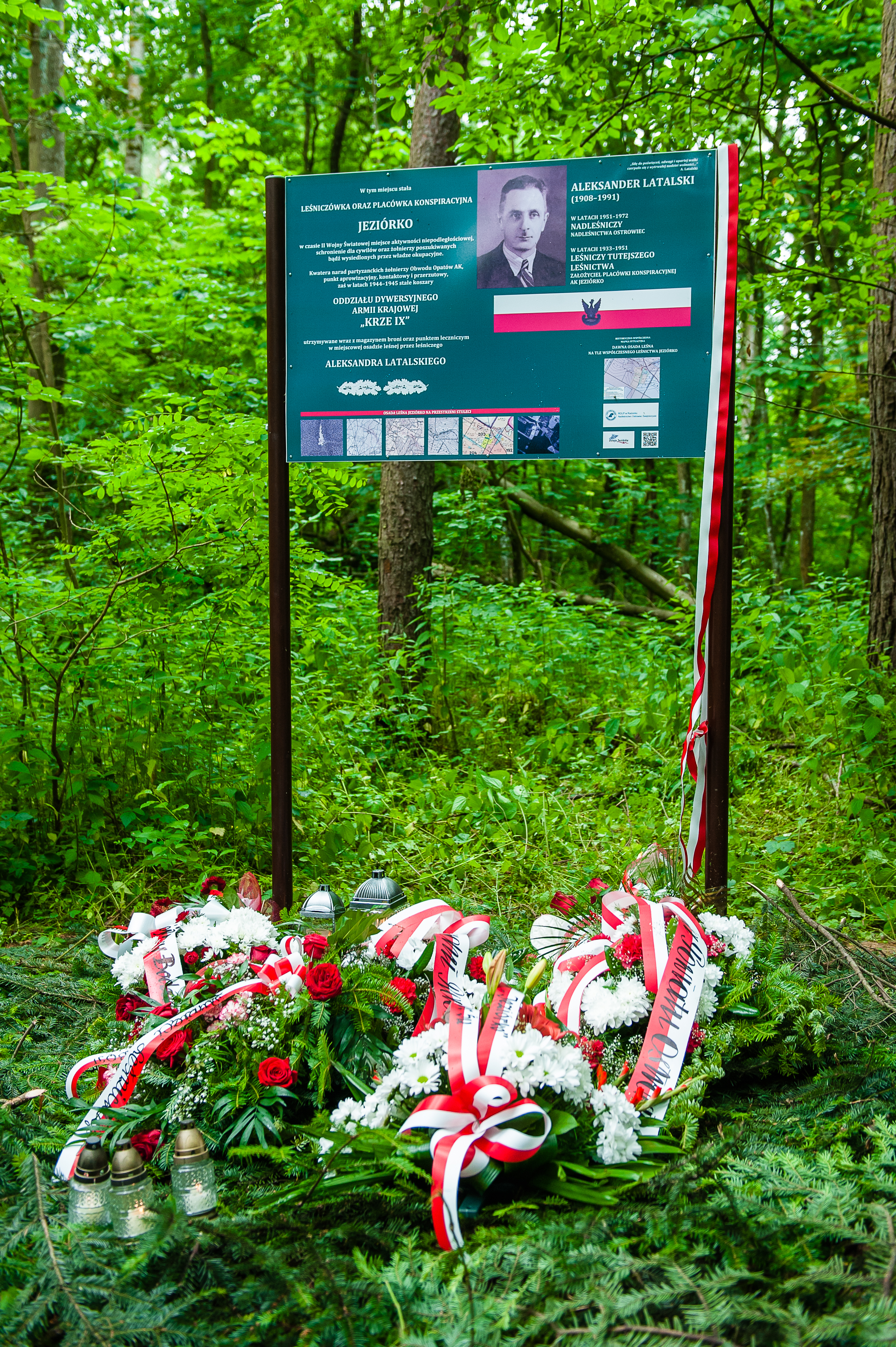
Tablica pamiątkowa w miejscu dawnej placówki AK Jeziórko

Wdrażane przez Latalskiego od początku wojny przejawy drobnego sabotażu i dywersji przyniosły efekt w postaci przekształcenia jego leśnego domu w miejsce regularnego przebywania leśnych oddziałów partyzanckich, czy wykonywania fałszywych dokumentów okupacyjnych. Kulminacją zaangażowania placówki konspiracyjnej AK Jeziórko był rok 1944, kiedy to miejscowa leśniczówka stała się regularnymi koszarami oddziału dywersyjnego Armii Krajowej „Krze IX” pod dowództwem ppor. Franciszka Ryczana, ps. „Zefir”-„Wichura”. Formacja ta funkcjonowała w ramach Podobwodu Ostrowiec Świętokrzyski AK, należącego do Obwodu Opatów Armii Krajowej. Leśniczówka Jeziórko pełniła w tym okresie funkcję rozbudowanej bazy logistycznej, podziemnego punktu kontaktowego i przerzutowego oraz bazy aprowizacyjnej dla partyzantów. W domu Latalskiego rozdzielano zaopatrzenie dla żołnierzy kompanii opatowskiej Iłżeckiego Pułku Piechoty AK podczas koncentracji sił tuż przed bitwą partyzancką stoczoną przez formację dowodzoną przez por. Wincentego Tomasika „Potoka” pod Piotrowym Polem koło Iłży w pierwszych dniach października 1944 roku. Współpraca leśniczego Latalskiego z Armią Krajową obejmowała również pomoc w organizowaniu tymczasowych kwater dla żołnierzy i członków Podziemia. Żołnierzem AK regularnie współpracującym z leśniczym Latalskim w tym zakresie był por. Jan Stec, ps. „Zygmunt”. Na strychu ostrowieckiej leśniczówki mieściła się konspiracyjna lecznica dla rannych i chorych partyzantów. Osada Jeziórko stanowiła również zaplecze dla zakonspirowanych skrytek na broń palną i amunicję. Arsenał przechowywanej w Jeziórku zdobywczej broni pochodził przede wszystkim z akcji bojowych prowadzonych przez oddział „Krze IX”. W kwietniu 1946 roku leśniczy Aleksander Latalski podjął decyzję o przekazaniu broni zmagazynowanej w Jeziórku na rzecz por. Bronisława Ostrowskiego, ps. „Cichy”, który stanął na czele utworzonej po wojnie komórce antykomunistycznego Zrzeszenia WiN w Opatowie.
W marcu 1951 roku Aleksander Latalski został nadleśniczym Nadleśnictwa Ostrowiec, pozostając na tym stanowisku aż do końca 1972 roku. Aleksander Latalski to powojenny członek organizacji kombatanckiej ZBoWiD oraz funkcjonującego do dzisiaj Stowarzyszenia Inżynierów i Techników Leśnictwa i Drzewnictwa (SITLiD). Już od 1945 roku przynależał również do Związku Zawodowego Pracowników Leśnych i Przemysłu Drzewnego RP, pozostając w jego szeregach do końca pracy w lasach. Zrzeszony w Polskim Związku Łowieckim, posługiwał się dubeltówką o kalibrze 12 mm. Był również członkiem Ligi Przyjaciół Żołnierza, przekształconej w Ligę Obrony Kraju.
Poza aktywnością zawodową podejmował liczne aktywności społeczne. Przez dziesięć lat sprawował mandat radnego oraz pełnił funkcję przewodniczącego Komisji Rolnictwa i Leśnictwa w Miejskiej Radzie Narodowej w Ostrowcu Świętokrzyskim.
W marcu 1971 roku otrzymał Złoty Krzyż Zasługi za ogólny wkład pracy zawodowej i społecznej, a w marcu 1981 roku czyny Latalskiego z czasów wojny uhonorowano nadaniem mu Krzyża Kawalerskiego Orderu Odrodzenia Polski. W kwietniu 1984 roku emerytowany Nadleśniczy odebrał przyznawaną przez Ministra Leśnictwa i Przemysłu Drzewnego odznakę Zasłużonego dla Leśnictwa i Przemysłu Drzewnego. Wyróżnienie to otrzymał w uznaniu przykładnej gospodarki leśnej prowadzonej na przestrzeni lat pracy w ostrowieckich lasach.
Pochowany wraz z żoną Bogumiłą na Cmentarzu Komunalnym w Ostrowcu Świętokrzyskim (sektor 13, rząd 13, numer grobu 4).

## Upamiętnienie
W uznaniu zasług Latalskiego, w 1993 roku przywrócono zniesioną wcześniej nazwę leśnictwa Jeziórko, jako historycznie przypominającą o dziejach tego miejsca. W listopadzie 2021 roku, decyzją Głównego Urzędu Geodezji i Kartografii do Państwowego Rejestru Nazw Geograficznych (PRNG) wpisano Uroczysko Jeziórko, z wyszczególnieniem funkcji „dawnej osady leśnej” oraz „placówki konspiracyjnej AK w latach 1939-1945”, przypisanej temu miejscu.
W październiku 2022 roku wydano książkę zatytułowaną „Aleksander Latalski - Leśniczy w Konspiracji” autorstwa wnuka A. Latalskiego - Grzegorza Kubickiego. Opracowanie opisuje biografię odważnego leśniczego, historię jego leśniczówki oraz walkę z niemieckim okupantem w regionie świętokrzyskim. W dniu 24 czerwca 2023 roku w miejscu historycznej leśniczówki w Jeziórku odsłonięto i poświęcono tablicę pamiątkową upamiętniającą postać Aleksandra Latalskiego, jak również zasługi prowadzonej przez niego placówki konspiracyjnej AK. W treści upamiętnienia miejscowego zaznaczono również w sposób szczególny rolę odegraną przez tutejszy oddział AK „Krze IX”, wraz z jego dowódcą - ppor. Ryczanem.
Począwszy od 2023 roku odbywa się w Jeziórku obok miejscowości Sudół w gminie Bodzechów doroczne wydarzenie patriotyczne pod nazwą „Ostrowiecki Zlot Partyzancki”. Ma ono na celu uczczenie pamięci Aleksandra Latalskiego oraz wszystkich współtworzących konspiracyjne życie jego placówki. Wojskowi, kadeci, harcerze, strzelcy oraz okoliczni mieszkańcy gromadzą się z okazji „OZP” aby upamiętnić dziedzictwo placówki AK leśniczego Latalskiego, jak również poświęcenie i ofiarę z życia licznych żołnierzy i konspiratorów współtworzących placówkę Armii Krajowej w Jeziórku.